# Essity
Essity Aktiebolag е международна компания, произвеждаща хигиенни принадлежности, базирана в Стокхолм.

## Описание
Essity извършва продажби в около 150 страни под търговските марки Actimove, JOBST, Knix, Leukoplast, Libresse, TOM Organic, Vinda, Zewa и други. Към 31 декември 2022 г. има пазарна капитализация от 192 млрд. крони.
От 2017 г. акциите ѝ са регистрирани на Стокхолмската фондова борса. Преди 2017 г. компанията е част от SCA Group.